# Wahlen zum Senat der Vereinigten Staaten 1928
Am 6. November 1928, bzw. am 10. September im Bundesstaat Maine, wurde in den Vereinigten Staaten ein Drittel der Mitglieder des US-Senats gewählt. Die Wahlen waren Teil der allgemeinen Wahlen zum 71. Kongress der Vereinigten Staaten in jenem Jahr, bei denen auch alle Abgeordneten des Repräsentantenhauses gewählt wurden. Gleichzeitig fand auch die Präsidentschaftswahl des Jahres 1928 statt, die der Republikaner Herbert Hoover gewann.
Seit der Verabschiedung des 17. Zusatzartikel zur Verfassung der Vereinigten Staaten im Jahr 1913 werden alle US-Senatoren in ihrem jeweiligen Bundesstaat direkt vom Volk ihres Staates gewählt. Dabei stellt jeder Bundesstaat 2 Senatoren. Nach der Verfassung der Vereinigten Staaten werden US-Senatoren auf sechs Jahre gewählt. Allerdings werden nie alle Senatsmitglieder gleichzeitig gewählt. Die Wahlen folgen einem Schema, wonach alle zwei Jahre ein Drittel der Senatoren zeitgleich mit den Wahlen zum US-Repräsentantenhaus gewählt werden. Zu diesem Zweck ist der Senat in drei Klassen eingeteilt, die das Wahljahr der Senatoren bestimmen. Im Jahr 1928 standen die Senatoren der Klasse I zur Wahl. Zu diesem Zeitpunkt bestanden die Vereinigten Staaten aus 48 Bundesstaaten. Daraus ergibt sich die Zahl von insgesamt 96 Senatoren, von denen 35 zur Wahl standen. Es ergab sich ein deutlicher Sieg der Republikaner, die den Demokraten acht Mandate abnahmen. Eine der Ursachen dafür war die positive Wirtschaftsentwicklung jener Zeit, die noch bis 1929 anhalten sollte und die viele Wähler mit der Politik der damaligen Republikanischen Bundesregierung in Verbindung brachten.

## Senatszusammensetzung nach der Wahl
- Demokratische Partei: 39  (47)[1]
- Republikanische Partei: 56 (48)
- Sonstige: 1 (1) (Farmer Labor Party) in Minnesota

Gesamt: 96
In Klammern sind die Ergebnisse der letzten Wahlen vom 2. November 1926. Veränderungen im Verlauf der Legislaturperiode, die nicht die Wahlen an sich betreffen, sind bei diesen Zahlen nicht berücksichtigt. Werden aber im Artikel über den 71. Kongress im Abschnitt über die Mitglieder des Senats bei den entsprechenden Namen der Senatoren vermerkt.
Zu Veränderungen nach der Wahl siehe auch Liste der Mitglieder des Senats im 71. Kongress der Vereinigten Staaten.